# Bobrowniki (powiat łowicki)
Bobrowniki – wieś w Polsce, położona w województwie łódzkim, w powiecie łowickim, w gminie Nieborów, nad rzeką Skierniewką.
| SIMC    | Nazwa                   | Rodzaj    |
| ------- | ----------------------- | --------- |
| 0733168 | Osada Młyńska / Osiedle | część wsi |
| 0733174 | Przydatki               | część wsi |
| 0733180 | Za Koleją               | część wsi |

Wieś duchowna położona była w drugiej połowie XVI wieku w powiecie sochaczewskim ziemi sochaczewskiej województwa rawskiego. Była wsią klucza kompińskiego arcybiskupów gnieźnieńskich.
W latach 1954–1959 wieś należała i była siedzibą władz gromady Bobrowniki, po jej zniesieniu w gromadzie Arkadia. W latach 1975–1998 miejscowość należała administracyjnie do województwa skierniewickiego.
Od 15 września 1982 siedziba parafii Matki Bożej Jasnogórskiej.
We wsi znajduje się przystanek kolejowy.
Znajduje się też szkoła im. Leokadii Ostrowskiej.

## Urodzeni w Bobrownikach
- Stanisław Lipkowski – polski inżynier chemik, przemysłowiec, senator w II RP[10].